# Cocolo
Cocolo es un término utilizado en la región del Caribe de habla hispana para referirse a descendientes africanos no hispanos, o personas de piel oscura en general. El término se originó en República Dominicana y se usa históricamente para referirse a los inmigrantes anglófonos del Caribe y sus descendientes y, más raramente, a los del Caribe francófono. A saber, los cocolos de San Pedro de Macorís, Puerto Plata, la península de Samaná y otros afrodescendientes que vivían en zonas costeras y eran culturalmente distintos de los dominicanos de piel más clara que vivían principalmente en el interior del país.
El uso, fuera de la etnia específica de los cocolos de San Pedro de Macorís, es vago y, a veces, la palabra puede significar todos los negros o todos los pobres de cualquier raza que viven en zonas costeras menos desarrolladas. También se puede usar para referirse a aquellos que se identifican con la cultura y la música afrolatinas, como palos, salsa y otros géneros musicales afro-caribeños españoles. El término a menudo se usa con orgullo para referirse a uno mismo, pero puede tomarse como un insulto cuando otros lo usan. 

## Historia
La inmigración de Kokolous comenzó con el auge y el desarrollo de la industria azucarera en la República Dominicana, aunque los inmigrantes se instalaban preferiblemente en comunidades costeras con puertos activos (Sánchez, Samaná, Monte Cristi, Puerto Plata). Los principales puertos dominicanos estaban en la "Banda Norte", por lo que una gran mayoría de estos inmigrantes provenían de las Bahamas y las Turcas, especialmente en Puerto Plata, debido a la proximidad. Muchos también vinieron de San Cristóbal y Nieves, Dominica, Antigua, Anguila, San Vicente, Montserrat, Tórtola, St. Croix, St. Thomas, Martinica y Guadalupe. 
Los primeros inmigrantes de las Islas Turcas y Caicos comenzaron a llegar a Puerto Plata después de la Guerra de Restauración dominicana, mucho antes de que se estableciera la moderna industria azucarera. Hubo carpinteros, herreros y maestros de escuela que emigraron debido a la crisis económica en las Bahamas y las Islas Turcas. Muchos también vinieron como estibadores de la línea Clyde Steamship Company, que dominó el comercio durante muchos años. Cuando se construyó el ferrocarril de Puerto Plata-Santiago a fines del siglo XIX, muchos llegaron de estas islas para trabajar en el ferrocarril y otros de Santo Tomás, que entonces era una colonia danesa, también se establecieron en gran número en Puerto Plata.

## Cultura
Como la República Dominicana era una nación predominantemente hispana y católica, los cocolos necesitaban establecer sus propios centros religiosos, sociales y comunitarios. Estos eran de varias sectas y se fundaron principalmente en La Romana, Puerto Plata y San Pedro de Macorís. 
Las denominaciones protestantes introducidas por los cocolos incluyen la Iglesia Anglicana, establecida en 1897 en San Pedro de Macorís, y ahora conocida como la Iglesia Episcopal Dominicana; Fe Apostólica, que comenzó a operar en 1930; la Iglesia de Moravia (ahora Iglesia Evangélica Dominicana) establecida en 1907 en San Pedro de Macorís; y la Iglesia Metodista Episcopal Africana, que comenzó sus servicios en San Pedro de Macoris. 
Los inmigrantes de las Indias Occidentales y sus descendientes también introdujeron algunos deportes de origen británico, como el cricket y el boxeo. Para cultivar seguidores, los cocolos crearon varios equipos deportivos en San Pedro de Macorís. Con el tiempo, los descendientes de esos inmigrantes de las Indias Occidentales comenzaron a abandonar la práctica del cricket y se dedicaron a deportes como el béisbol y el baloncesto.

## Otros usos
En los Estados Unidos, particularmente en el noreste, el término ha sido utilizado por migrantes dominicanos de la región del Cibao para referirse a los afroamericanos. La palabra también se hizo popular en Puerto Rico, donde se utilizó de manera similar para referirse a los segmentos más influenciados por África en la población de ese país. En 1937, solo significaba negro en Puerto Rico, sin embargo, el término cocolo se convertiría más tarde en un término de argot que describía la subcultura que siguió a la música afrolatina, especialmente la salsa en lugar de la música rock (que se llamaban rockeros). A finales de los años setenta y principios de los ochenta, en Puerto Rico, la rivalidad entre los cocolos y los rockeros era similar a la rivalidad entre los mods y los rockers en la Inglaterra de los sesenta.